# 天降
《天降》是一部2009年的中國大陸獨立紀錄片，是導演張贊波的紀錄長片處女作。影片取材於湖南省邵陽市綏寧縣，記錄了當地百姓因生活在火箭殘骸落區而遭遇的諸多困難與不幸。

## 製作與發行
張贊波於2005年從北京電影學院碩士畢業，其後成為獨立影評人和電影學者。2008年6月，在火箭殘骸再次落入湖南省綏寧縣一位村民家中之後，張贊波決定成為紀錄片導演，到達綏寧走訪當地百姓和基層官員，進行了七個月的拍攝。影片於2009年製作完成，沒有尋求獲得廣電總局的公映許可證，而是進行了獨立發行，並於同年的第四屆北京獨立電影展和第六屆中國獨立影像年度展進行了展映。
2016年，張贊波重新剪輯了比原版影片長20分鐘的加長版《天降》，並於2017年初將影片在微博上發布，提供免費下載觀看。

## 內容
位於湘西南邊陲的綏寧縣是中國西昌衛星發射中心進行航天器發射後的火箭殘骸主要落區之一。自二十世紀九十年代以來，全縣有十一個鄉鎮先後數十次成為殘骸落點。2008年，中國有北京奧運、神舟七號發射、三鹿奶粉事件等大事發生；在這樣的政治和社會背景下，影片尋訪了綏寧縣的村民，記錄了衛星發射與殘骸襲擊為他們帶來的生活不便和經濟損失。片中著重展現的人物包括因氣候原因而遭遇農作物減產的農民袁士釗、1998年在一次殘骸傷人事故中喪女的劉榮喜、嫁到溫州後重返家鄉開辦電子元件廠的向秋梅等。此外，影片也採訪了部分基層官員，並記錄了當地政府在衛星發射前的準備工作，以及村民在房屋和田地被殘骸擊中受損後與政府間的談判與爭執。

## 審查和封鎖
《天降》中包含對中華人民共和國政府的大量批評，也涉及北京奧運、官民衝突等敏感話題。2009年10月，影片製作完成後在南京展映時，受到了當局的阻礙和限制，最終僅有兩人觀看。2012年8月，影片在中國電影資料網站豆瓣電影上的條目頁被刪除，其時該網站上有不足400人標記看過本片，平均評分為8.4分（滿分10分），豆瓣用户此后只得借另一同名影片的条目短评区书写对本片的感想。

## 外部連結
- 互联网电影数据库（IMDb）上《天降》的资料（英文）